# Muçum
Muçum es un municipio brasileño del estado de Río Grande del Sur.
Se encuentra ubicado a una latitud de 29º09'53" Sur y una longitud de 51º52'04" Oeste, estando a una altitud de 77 metros sobre el nivel del mar. Su población estimada para el año 2004 era de 4.660 habitantes.
Ocupa una superficie de 109,17 km².